# The Lost World (1925)
The Lost World is een Amerikaanse stomme film uit 1925, gebaseerd op Arthur Conan Doyle's gelijknamige roman. De hoofdrollen werden vertolkt door Wallace Beery, Bessie Love en Lewis Stone. De regie was in handen van Harry O. Hoyt.
Toen de film uitkwam werd het geprezen om zijn vooruitstrevende speciale effecten. De film bevindt zich momenteel in het publiek domein.

## Verhaal

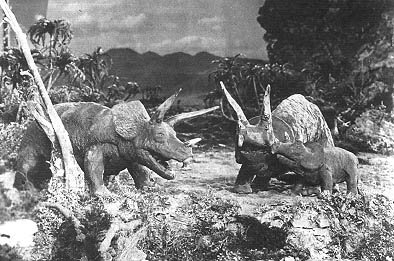
Kudde triceratops uit The Lost World

Op een plateau in Zuid-Amerika wordt het dagboek gevonden van de ontdekkingsreiziger Maple White. In het boek staan tekeningen van dinosauriërs. Voor de excentriek professor Challenger is dit het bewijs dat er nog steeds dinosauriërs bestaan op aarde. Samen met John Roxton, de journalist Edward Malone, en Paula White vertrekt hij naar het plateau. Ze worden naar het plateau gebracht door de Indiaanse gids Zambo.
Om op het plateau te komen hakt de groep een boom om en gebruikt deze als brug. Nadat ze op het plateau zijn duikt er echter een brontosaurus op, en gooit de boomstam het ravijn in zodat de groep niet meer terug kan. Dit bewijst wel dat Challenger’s theorie klopt.
De groep zet een kamp op, maar ontdekt al snel dat ze hier niet veilig zijn. Een allosaurus valt het kamp aan, en de groep wordt geconfronteerd met een ras van aapmensen. Ze weten aan alle gevaren te ontkomen. De groep vindt het stoffelijk overschot van Maple White, en is getuige van hoe bij een gevecht een brontosaurus door een allosaurus van het plateau wordt geduwd en vast komt te zitten in een modderpoel.
Wanneer er een vulkaanuitbarsting plaatsvindt, moet de groep het plateau verlaten. Dankzij Paula’s huisdieraap Jokco kan de groep een touw bemachtigen en langs de wand van het plateau naar beneden klimmen. Beneden treffen ze de Brontosaurus die ze eerder zagen vallen. Het dier leeft nog, en ze besluiten hem mee te nemen naar Londen als levend bewijs van hun avontuur.
In Londen ontsnapt de Brontosaurus echter en veroorzaakt paniek in Londen. Het beest begeeft zich uiteindelijk naar de Tower Bridge, maar zakt door zijn enorme gewicht door het wegdek en valt in de Theems, waarna hij wegzwemt.

## Rolverdeling
| Acteur                | Personage            | Opmerkingen                   |
| --------------------- | -------------------- | ----------------------------- |
| Arthur Conan Doyle    | Zichzelf             |                               |
| Bessie Love           | Paula White          |                               |
| Lewis Stone           | Sir John Roxton      |                               |
| Lloyd Hughes          | Edward Malone        |                               |
| Wallace Beery         | Professor Challenger |                               |
| Arthur Hoyt           | Professor Summerlee  |                               |
| Alma Bennett          | Gladys Hungerford    |                               |
| Virginia Browne Faire | Marquette            | niet op de aftiteling vermeld |
| Bull Montana          | Ape Man/Gomez        |                               |
| Francis Finch-Smiles  | Austin               |                               |
| Jules Cowes           | Zambo                |                               |
| Margerette McWade     | Mrs. Challenger      |                               |
| George Bunny          | Colin McArdle        |                               |
| Charles Wellesly      | Major Hibbard        | niet op de aftiteling vermeld |
| Nelson MacDowell      | Attorney             | niet op de aftiteling vermeld |
| Chris-Pin Martin      | Bearer/Cannibal      | in een verwijderde scène      |

### Prehistorische creaturen
- Pteranodon (in de film foutief een Pterodactylus genoemd).
- Toxodon
- Brontosaurus
- Allosaurus
- Trachodon
- Triceratops
- Agathaumas
- Tyrannosaurus
- Brachiosaurus
- Edmontosaurus
- Stegosaurus

## Achtergrond

### Productie
De film was een van de eerste producties waarin op grote schaal de stop-motion effecten van Willis O'Brien werden toegepast. O'Brien combineerde zijn stop-motion beelden met live-action beelden. Aanvankelijk kon hij dit alleen doen door het scherm op te delen in twee frames, maar naarmate de productie vorderde kreeg hij meer handigheid in de techniek en kon hij uiteindelijk live-action en stop-motion in hetzelfde frame weergeven. De film wordt vaak gezien als O'Brien’s opwarmer voor de film King Kong uit 1933, waarin hij techniek nog uitgebreider werd toegepast.
De dinosauriërs in de film zijn allemaal gebaseerd op de tekeningen van Charles R. Knight.

### Verwijderde en vermiste scènes
- Een scène waarin Sir Arthur Conan Doyle aan een lessenaar zit en “The Lost World” schrijft.
- Een scène waarin Ed Malone ziet hoe zijn voorgangers, die ook hebben geprobeerd professor Challenger te interviewen, gewond en deels in verband gewikkeld naar buiten komen.
- Ed Malone ontsnapt aan Challenger in het museum door op het skelet van een Brontosaurus te klimmen.
- Een scène waarin de groep wordt aangevallen door kannibalen.
- Een scène waarin de indianen die de groep op weg helpen in opstand komen tegen Zambo.

Een paar scènes die achteraf zijn teruggevonden, maar bij restauraties nooit zijn teruggezet in de film:
- Een Brontosaurus die wat bladeren eet
- Een Triceratops-familie.
- Een confrontatie tussen twee Brontosaursen
- Een scène met een Triceratops-kudde en een Allosaurus op de achtergrond.
- Een Trachodon is aan het eten terwijl een Allosaurus hem besluipt.
- Een Agathaumas en Stegosaurus vechten over hun territorium.

### Significantie
In 1998 werd de film door de Library of Congress geclassificeerd als “cultureel, historisch of esthetisch significant”, en geselecteerd voor opslag in de Amerikaanse National Film Registry.

## Prijzen en nominaties
In 1994 werd de film genomineerd voor de Annie Award in de categorie Best Animated Home Video Release
In 1998 won de film de National Film Registry Award.